# Freio eletromagnético
Freios eletromagnéticos (em inglês: Electromagnetic brake) são dispositivos que utilizam a força eletromagnética para desacelerar ou parar veículos e máquinas, aplicando resistência através de um processo de frenagem que envolve tanto forças magnéticas quanto mecânicas. Esses freios convertem a energia cinética do movimento em calor, usando o atrito gerado pela interação de campos eletromagnéticos com materiais condutores. Inicialmente, esses sistemas eram chamados de freios eletromecânicos, mas, com o avanço da tecnologia e o desenvolvimento de novos métodos de atuação, passaram a ser conhecidos como freios eletromagnéticos, embora o princípio físico de funcionamento tenha se mantido similar.
Desde que ganharam destaque na metade do século XX, especialmente no setor de transporte, como em trens e bondes, os freios eletromagnéticos tiveram seu campo de aplicação ampliado para diversas áreas, incluindo automação industrial, robótica, aviação e veículos elétricos. Ao longo dos anos, surgiram diversas variações de projetos de freios, que mantêm o mesmo princípio básico: a utilização de campos magnéticos para gerar forças de atrito ou resistência, controlando o movimento.
Há uma diferença importante entre os freios eletromagnéticos e os freios de corrente parasita. Embora ambos utilizem a força eletromagnética, os freios eletromagnéticos dependem diretamente do atrito mecânico entre as superfícies de frenagem, enquanto os freios de corrente parasita utilizam unicamente a força magnética para desacelerar o movimento, sem contato físico direto.

## A física por trás do freio eletromagnético
Os freios eletromagnéticos são baseados em dois conceitos fundamentais da eletromagnetismo: a Lei de Faraday e a Lei de Lenz. Esses princípios descrevem como a variação de um campo magnético pode gerar uma corrente elétrica em um material condutor e como essa corrente cria um campo magnético oposto ao que a gerou.

### Lei de Faraday e indução eletromagnética
De acordo com a Lei de Faraday, uma corrente elétrica é induzida em um circuito fechado sempre que há uma variação no fluxo magnético através da área envolvida pelo circuito. Matematicamente, essa variação de fluxo magnético pode ser descrita como:
{\displaystyle {\mathcal {E}}=-{{d\Phi _{B}} \over dt}\ }
onde E é a força eletromotriz (f.e.m.) induzida e {\displaystyle \phi _{B}} é o fluxo magnético, que depende da intensidade do campo magnético e da área que ele atravessa. Essa equação mostra que a mudança no campo magnético ao longo do tempo é o fator gerador da f.e.m. no condutor.

### Lei de Lenz
A Lei de Lenz complementa a Lei de Faraday ao determinar a direção da corrente induzida. Ela afirma que a corrente induzida sempre criará um campo magnético que se opõe à variação do fluxo magnético original que a gerou. Isso é uma manifestação do princípio de conservação de energia, pois impede que a energia seja criada sem custo. Em termos práticos, a corrente induzida gera um campo magnético de oposição, resultando em uma força que resiste ao movimento que causou a variação no campo.

### Correntes parasitas (Correntes de Foucault)
Nos freios eletromagnéticos, esse processo ocorre continuamente. Quando uma peça metálica (como um disco ou trilho) se move em um campo magnético variável, correntes circulares, chamadas correntes parasitas (ou correntes de Foucault), são geradas no interior do condutor. Essas correntes circulam em planos perpendiculares ao campo magnético e, conforme a Lei de Lenz, criam um campo magnético que se opõe ao movimento do material condutor.
Essas correntes parasitas geram forças de atrito magnético que retardam o movimento do material condutor. O efeito dessas correntes resulta em uma força de frenagem que converte a energia cinética do movimento do corpo em calor, dissipado no condutor pela resistência elétrica do material. Essa dissipação de energia é o mecanismo principal de frenagem eletromagnética.

### Experimento: queda de ímã em um tubo cçondutor

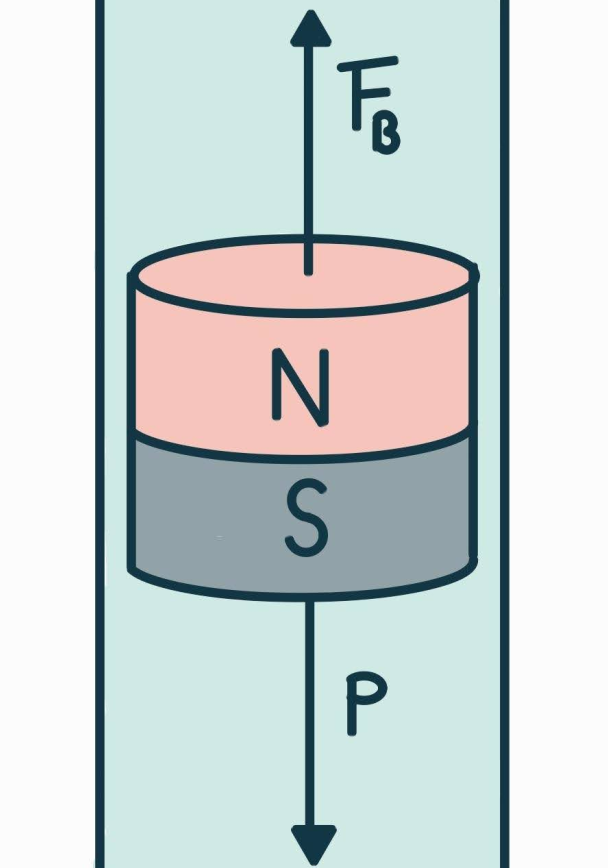
Representação visual do tubo enquanto o Ímã está caindo. “Fb” seria a força magnética enquanto” P” a força peso

Um experimento comum para demonstrar esse princípio envolve a queda de um ímã dentro de um tubo condutor, feito de materiais como alumínio ou cobre, que são bons condutores, mas não magnéticos. Durante a queda, o ímã gera um campo magnético que se move em relação ao tubo, variando o fluxo magnético através do material condutor. Essa variação induz correntes elétricas no tubo, chamadas correntes parasitas.
As correntes parasitas, por sua vez, geram um campo magnético próprio, de acordo com a Lei de Lenz. Esse campo magnético tem a característica de se opor à variação que o criou, ou seja, ele gera uma força que se opõe ao movimento do ímã. Na prática, isso faz com que o ímã seja desacelerado à medida que cai, resultando em um movimento mais lento do que seria esperado se não houvesse essa interação eletromagnética. Pode-se ver como um movimento responsável pelo equilíbrio das forças, neste caso, peso e magnética no próprio corpo do ímã.

### Dissipação de energia
A energia cinética do ímã é gradualmente convertida em calor dentro do condutor, devido à resistência elétrica do material, que dissipa a energia das correntes parasitas. Esse efeito de dissipação é o que caracteriza a frenagem eletromagnética: a energia mecânica do movimento do ímã é transformada em energia térmica no tubo condutor e a energias dissipativas no sistema, o que leva à desaceleração. Em suma vemos que a associação das forças equilibrando o material causa sua frenagem, e que por suas propriedades físicas ocorre sua dissipação de energia.

## Aplicações
Os freios eletromagnéticos encontram uma ampla gama de aplicações em diversos setores, devido à sua eficiência e durabilidade. Eles são comumente usados em veículos de transporte, máquinas industriais e até em sistemas de aviação, graças à capacidade de controlar a frenagem sem contato físico, minimizando o desgaste mecânico.

### Transporte Ferroviário
Nos sistemas ferroviários, como trens e bondes, os freios eletromagnéticos são amplamente utilizados para garantir frenagens seguras e precisas. Em locomotivas, um sistema mecânico transmite o torque necessário para acionar o freio eletromagnético, que gera a força de frenagem ao induzir correntes parasitas nos trilhos ou em discos metálicos montados no eixo das rodas.
Freios de trilho eletromagnéticos são uma variante importante, especialmente em trens de alta velocidade e bondes. Nesses sistemas, o freio é pressionado diretamente contra os trilhos por meio de força magnética, em vez de depender de atrito mecânico. Isso permite uma frenagem mais suave e eficaz, particularmente em situações de emergência, já que o freio não está sujeito a desgaste físico. Essa tecnologia se diferencia dos freios mecânicos tradicionais, que usam componentes físicos para pressionar contra os trilhos.

### Indústria e automação
No setor industrial, motores elétricos que operam em máquinas pesadas e robôs frequentemente utilizam freios eletromagnéticos para controle preciso de movimentos e posicionamento. Esses freios são essenciais para paradas rápidas em sistemas de produção automatizada, onde é necessário interromper o movimento com precisão, especialmente em processos de alta velocidade, como linhas de montagem, equipamentos de corte ou máquinas de embalar. Os freios também são usados para segurar e manter cargas no lugar, em sistemas como guindastes e elevadores industriais.

### Veículos elétricos e híbridos
Nos veículos elétricos e híbridos, os freios eletromagnéticos são parte crucial do sistema de frenagem regenerativa, que converte a energia cinética em eletricidade durante a desaceleração. Esse sistema permite recarregar as baterias do veículo enquanto reduz a velocidade, contribuindo para uma maior eficiência energética e menor desgaste dos componentes mecânicos de frenagem.

### Elevadores e escadas rolantes
Freios eletromagnéticos também são comuns em elevadores e escadas rolantes, onde eles garantem que o sistema pare suavemente em caso de interrupção de energia ou durante operações normais. Esses freios são projetados para ativar automaticamente quando a corrente elétrica é cortada, garantindo a segurança dos passageiros.